# Tetanorhynchus humilis
Tetanorhynchus humilis är en insektsart som beskrevs av Giglio-tos 1897. Tetanorhynchus humilis ingår i släktet Tetanorhynchus och familjen Proscopiidae. Inga underarter finns listade i Catalogue of Life.